# غار کلهرود
غار کلهرود در حدود ۳۰ کیلومتری شمال مورچه خورت در جاده قدیم کاشان و در فاصله ۱۱۰ کیلومتری اصفهان قرار دارد .

## مشخصات
غار کلهرود یکی از غارهای غیر آهکی معروف استان اصفهان است. غار از تالارهای مختلف تشکیل شده که با شیبی تند و پرتگاه مانند ادامه یافته و به همین دلیل کم‌نظیر و دیدنی به حساب می‌آید. سقف و دیوارهای این غار پوشیده از سنگ‌های گل کلمی و کف آن پوشیده از چکیده‌های مخروطی دانه انگوری که مانند چکیده‌های تالار غار رود افشان است.همچنین در غار کلهرود اشیاء و استخوان های قدیمی یافت شده که احتمالا انسان های نخستین در ان زندگی میکردند . سنگ های گل کلمی زیبایی بسیاری به غار کلهرود بخشیده اند . اعتقاد مردم کلهرود بر ان است که عسایی چوبی در این غار انداخته اند و سالها بعد از غار شیراز سر در اورده است. در روبه روی این غار امام زاذه ای واقع شده است که یکی از قطب های مذهبی این دهستان است . 
سالها پیش ۲ جهانگرد به داخل این غار رفتند و ۱۵ روز در داخل آن سر در گم بودند تا اینکه نوری از قسمتی از غار نظر آنها را جلب کرد و از آن طریق مسیر خروج را پیدا کردند و جان خود را نجات دادند.
طول غار ۱۲۰۰ متر و عمق آن ۵۰ متر است. این غار از جمله غارهای طبیعی بوده و در گذشته در یکی از تالارها آب وجود داشته و در حال حاضر خشک است. از جمله کشفیات درون غار می‌توان به اشیاء و ابزار تاریخی، استخوان انسان یا جانور اشاره کرد. در مرکز تالار دوم میدان کوچکی قرار دارد که در آن چاله‌ای حفر شده و احتمال می‌رود برای برافروختن آتش کنده شده‌است.
این غار دارای ۲ تالار اصلی و یک گذرگاه اصلی و دو مسیر گربه رو می‌باشد و در سنک‌های آهکی اوربیتولین با سن کرتاسه گسترش یافته‌است. در تشکیل غار عوامل تکتونیکی و گسل کلهرود نقش اصلی را داشته‌اند و بعد از آن ورود آب‌های جوی از طریق شکستگی‌های فراوان در سنگ‌های دربرگیرندهٔ غار به درون آن باعث انحلال و گسترش بیشتر غار در مراحل بعدی شده‌است.